# Municipi d'Allerød
El municipi d'Allerød  és un municipi danès situat al nord-est de l'illa de Sjælland, abastant una superfície de 67 km². Amb la Reforma Municipal Danesa del 2007 va passar a formar part de la Regió de Hovedstaden, però no va ser afectat territorialment, els seus ciutadans van votar a favor de mantenir-se com a municipi independent.
La ciutat més important i la seu administrativa del municipi és Lillerød (15.616 habitants el 2009). Altres poblacions del municipi són:
- Lynge-Uggeløse
- Blovstrød
- Kollerød

## Consell municipal
Resultats de les eleccions del 18 de novembre del 2009:
| Partit                       | vots | % vots |
| ---------------------------- | ---- | ------ |
| Socialdemokratiet            | 1818 | 13,7   |
| Det Radikale Venstre         | 548  | 4,1    |
| Det Konservative Folkeparti  | 2514 | 19,0   |
| Det Nye Allerød              | 1133 | 8,6    |
| Lokallisten for Allerød      | 818  | 6,2    |
| Socialistisk Folkeparti      | 2140 | 16,2   |
| Kristendemokraterne          | 49   | 0,4    |
| Dansk Folkeparti             | 559  | 4,2    |
| Blovstrød-Listen             | 1005 | 7,6    |
| Venstre                      | 2494 | 18,8   |
| Enhedslisten - De Rød-Grønne | 169  | 1,3    |

### Alcaldes
| Alcalde        | Període                 | Partit                      |
| -------------- | ----------------------- | --------------------------- |
| Eva Nejstgaard | 1-1-2007 a 30-11-2008   | Det Konservative Folkeparti |
| Erik Lund      | 30-11-2008 a 31-12-2009 | Det Konservative Folkeparti |
|                | 1-1-2010 a 31-12-2013   |                             |